# Amt Am Stettiner Haff
Das Amt Am Stettiner Haff mit Sitz in Eggesin wurde am 31. Dezember 2004 aus dem ehemaligen Amt Ueckermünde-Land und der vormals amtsfreien Stadt Eggesin gebildet. Im Amt Am Stettiner Haff sind zwölf Gemeinden zur Erledigung ihrer Verwaltungsgeschäfte zusammengeschlossen.
Das Amt liegt im Landkreis Vorpommern-Greifswald in Mecklenburg-Vorpommern und grenzt an das Stettiner Haff und an die Republik Polen. In der Mitte des Amtes liegt die nicht amtsangehörige Stadt Ueckermünde.
Das Gebiet wird durch die Haffküste, die Ueckermünder Heide und den damit verbundenen Tourismus geprägt, daneben spielen Land- und Forstwirtschaft eine Rolle.
Zum 25. Mai 2014 verließ die Gemeinde Torgelow-Holländerei das Amt Am Stettiner Haff und wurde nach Torgelow im Amt Torgelow-Ferdinandshof eingemeindet.

## Die Gemeinden mit ihren Ortsteilen
- Ahlbeck mit Gegensee und Ludwigshof
- Altwarp mit Siedlung Altwarp
- Stadt Eggesin mit Gumnitz Holl, Hoppenwalde, Klein Gumnitz und Wohnsiedlung Karpin
- Grambin
- Hintersee mit Zopfenbeck
- Leopoldshagen mit Grünberg und Mörkerhorst
- Liepgarten mit Jädkemühl und Starkenloch
- Luckow mit Christiansberg, Fraudenhorst, Rieth und Riether Stiege
- Lübs mit Annenhof, Heinrichshof und Millnitz sowie Borkenfriede
- Meiersberg
- Mönkebude
- Vogelsang-Warsin mit den Teilorten Vogelsang und Warsin

## Hoheitszeichen
Das Amt verfügt über kein amtlich genehmigtes Hoheitszeichen, weder Wappen noch Flagge. Als Dienstsiegel wird das kleine Landessiegel mit dem Wappenbild des Landesteils Vorpommern geführt. Es zeigt einen aufgerichteten Greifen mit aufgeworfenem Schweif und der Umschrift „AMT AM STETTINER HAFF“.